# 보스니아 헤르체고비나 연방
보스니아 헤르체고비나 연방(보스니아어: Federacija Bosne i Hercegovine 페데라치야 보스네 이 헤르체고비네, 크로아티아어: Federacija Bosne i Hercegovine 페데라치야 보스네 이 헤르체고비네, 세르비아어: Федерација Босне и Херцеговине 페데라치야 보스네 이 헤르체고비네)은 유럽 발칸반도에 있는 보스니아 헤르체고비나의 2개 주요 자치 공화국 중 하나이다.

## 역사
1992년 유고슬라비아 사회주의 연방 공화국이 무너지자, 이 지역은 스릅스카 공화국과 함께 보스니아 헤르체고비나를 이루는 자치 공화국으로 편입되었다. 지금도 이 지역은 스릅스카 공화국의 세르비아인과 갈등을 겪고 있다.

## 주민
대부분 보스니아인, 크로아티아인이 거주하며, 일부는 세르비아인, 몬테네그로인, 알바니아인 등이다.

## 언어
보스니아어와 크로아티아어를 쓴다. 일부는 세르비아어나 몬테네그로어를 쓰는 주민도 약간씩 있다.

## 문화
이 지역은 보스니아 헤르체고비나에서 가장 중심을 잡고 있는 지역이다. 대부분 이슬람 문화와 가톨릭 문화가 섞여 있지만, 약간의 세르비아풍 문화도 있다.

## 종교
종교는 이슬람교와 로마 가톨릭이며, 일부는 세르비아 정교회를 믿기도 한다.

## 행정 구역
보스니아 헤르체고비나 연방의 행정 구역은 10개 주로 나뉜다.
1. 우나사나주(Unsko-sanski kanton)

2. 포사비나주(Posavski kanton)

3. 투즐라 주(Tuzlanski kanton)

4. 제니차도보이주(Zeničko-dobojski kanton)

5. 보스니아포드리네주(Bosansko-podrinjski kanton)

6. 중앙보스니아주(Srednjobosanski kanton)

7. 헤르체고비나네레트바주(Hercegovačko-neretvanski kanton)

8. 서헤르체고비나주(Zapadno-hercegovački kanton)

9. 사라예보주(Kanton Sarajevo)

10. 제10주(Kanton 10)

## 같이 보기
- 보스니아 헤르체고비나의 행정 구역